# Сондергард, Гейл
Гейл Сондергард (англ. Gale Sondergaard, по-датски фамилия произносится Сённергор, 15 февраля 1899 — 14 августа 1985) — американская актриса. Лауреат премии «Оскар» за лучшую женскую роль второго плана — первая актриса в истории мирового кинематографа, получившая эту награду за дебютную роль второго плана.

## Биография

### Карьера
Эдит Хольм Сондергард родилась 15 февраля 1899 года в городе Литчфилд, штат Миннесота и была старшей дочерью в датской семье преподавателя Ханса Сённергора и Кристин Хольм Сённергор. Актёрское мастерство она изучала в Миннеаполиской школе драматического искусства. В кино она впервые появилась в 1936 году в фильме «Энтони Несчастный», и за первую же свою роль была удостоена премии «Оскар» как лучшая актриса второго плана, став первой, победившей в этой номинации. После этого Сондергард стала довольно успешной актрисой, снявшись в дальнейшем в таких фильмах, как «Девушка Салема» (1937), «Седьмое небо» (1937) и «Жизнь Эмиля Золя» (1937).
Гейл Сондергард стала прототипом для создания образа Злой королевы в мультфильме компании «Walt Disney» «Белоснежка и семь гномов» (1937). В 1939 году она пробовалась на роль Злой ведьмы в фильме «Волшебник страны Оз», но всё же для съёмок была утверждена Маргарет Хэмилтон, после того как руководство «MGM» решило, что образ ведьмы должен быть безобразен. Сондергард, из-за страха за свою дальнейшую карьеру, решила отказаться от этой роли.
В 1940 году актриса сыграла, возможно, свою самую узнаваемую роль — коварную жену в фильме «Письмо», где она снималась вместе с Бетт Дейвис. В 1946 году Гэйл вновь была номинирована на «Оскар» за роль леди Тианг в фильме «Анна и король Сиама», но награда досталась Энн Бакстер.
В 1978 году Гейл Сондергард исполнила роль овдовевшей императрицы Марии Фёдоровны в пьесе «Анастасия» в Массачусетском университете.

### Личная жизнь
В 1930 году Сондергард вышла замуж за режиссёра Герберта Бибермана. Это было уже второе её замужество. В начале 1950-х годов её карьера сильно пострадала в результате начавшегося в США явления под названием маккартизм. Её муж был обвинён в симпатиях к коммунизму и они вместе попали в «чёрный список» Голливуда. Актриса с мужем продали свой дом в Голливуде и перебрались в Нью-Йорк, где она занялась карьерой в театре. Прежде чем навсегда уйти в отставку Гейл Сондергард ещё пару раз появилась в кино и на телевидении. Она умерла от церебрального сосудистого тромбоза 14 августа 1985 года в Калифорнии в возрасте 86 лет.

## Избранная фильмография
| Год  |   | Русское название                     | Оригинальное название            | Роль                |
| ---- | - | ------------------------------------ | -------------------------------- | ------------------- |
| 1936 | ф | Энтони Несчастный                    | Anthony Adverse                  | Фейт Палеологус     |
| 1937 | ф | Девушка Салема                       | Maid of Salem                    | Марта Хардинг       |
| 1937 | ф | Седьмое небо                         | Seventh Heaven                   | Нана                |
| 1937 | ф | Жизнь Эмиля Золя                     | The Life of Emile Zola           | Люси Дрейфус        |
| 1939 | ф | Хуарес                               | Juarez                           | императрица Евгения |
| 1939 | ф | Сыновья свободы                      | Sons of Liberty                  | Рейчел Соломон      |
| 1939 | ф | Кот и канарейка                      | The Cat and the Canary           | мисс Лу             |
| 1939 | ф | Никогда не отчаивайся                | Never Say Die                    | Джуно Марко         |
| 1940 | ф | Синяя птица                          | The Blue Bird                    | Тайлетт             |
| 1940 | ф | Знак Зорро                           | The Mark of Zorro                | Инес Кинтеро        |
| 1940 | ф | Письмо                               | The Letter                       | миссис Хэммонд      |
| 1942 | ф | Моя любимая блондинка                | My Favorite Blonde               | мадам Стефани Руник |
| 1944 | ф | Паучиха                              | The Spider Woman                 | Адреа Спеддинг      |
| 1944 | ф | Рождественские каникулы              | Christmas Holiday                | миссис Монетт       |
| 1946 | ф | Анна и король Сиама                  | Anna and the King of Siam        | леди Тианг          |
| 1947 | ф | Дорога в Рио                         | Road to Rio                      | Кэтрин Вэйл         |
| 1976 | ф | Возвращение человека по имени Лошадь | The Return of a Man Called Horse | Лосиха              |

## Награды и номинации
- 1937 — Премия «Оскар» за лучшую женскую роль второго плана («Энтони Несчастный»)
- 1947 — Премия «Оскар» за лучшую женскую роль второго плана («Анна и король Сиама») (номинация)